# روبرتو ريكو
روبرتو ريكو (10 مارس 1945

 في أغادير) (بالفرنسية: Robert Rico)‏ لاعب كرة قدم فرنسي الجنسية مغربي المولد معتزل كان يجيد اللعب في مركز الوسط المهاجم .
لعب ريكو في أندية كونكارنو ، رين (1965-1971) رانس (1971-1973) بوردو (1973-1974) نانسي (1974-1975) لو روتش (1975-1976) سانت دي (1976-1978) .
ساهم ريكو في تتويج نادي رين ببطولة كأس فرنسا موسم 1970-1971 .
شارك ريكو مع منتخب فرنسا في مباراة دولية واحدة في سنة 1970 .

## روابط خارجية
- روبرتو ريكو على موقع قاعدة بيانات كرة القدم.إي يو (الإنجليزية)
- روبرتو ريكو على موقع ناشيونال فوتبول تيمز (الإنجليزية)
- روبرتو ريكو على موقع عالم كرة القدم.نت (الإنجليزية)